# Naissance en 1007
Naissance
- 1003
- 1004
- 1005
- 1006
- 1007
- 1008
- 1009
- 1010
- 1011

Cette page dresse une liste de personnalités nées au cours de l'année 1007 :
- 24-25 août : Thierry de Leernes, moine de Lobbes, écolâtre en divers monastères puis abbé de l’abbaye de Saint-Hubert.

- Émeric de Hongrie, prince (fils de saint Étienne, premier roi chrétien de Hongrie), moine puis évêque de Csanád.
- Gervais de Belleme, noble et archevêque de Reims.
- Pierre Damien, moine-ermite camaldule et évêque puis cardinal et déclaré docteur de l'Église par le pape Léon XII.
- Giselbert de Luxembourg, comte de Salm et de Longwy, puis comte à Luxembourg.
- Hugues de France, roi associé de France.
- Ibn Sidah, grammarien et lexicographe arabe de l'Espagne musulmane.
- Isaac Ier, empereur byzantin.
- Maitripada, Mahāsiddha indien.
- Irene Monomachina (en)
- Ouyang Xiu, homme d'État et écrivain chinois.